# Confesiune (film)
Confesiune este un film românesc din 1994 regizat de Marius Șopterean. Rolurile principale au fost interpretate de actorii Simona Posniak, Marius Stănescu, Radu Amzulescu.

## Distribuție
Distribuția filmului este alcătuită din:
- Marius Stănescu — Matei
- Dana Tapalagă — Aida
- Șerban Celea
- Garbis Dedeian
- Iulian Băltățeanu
- Nicolae Urs
- Simona Posniak — Elena
- Radu Amzulescu — Carlo